# Berlistye

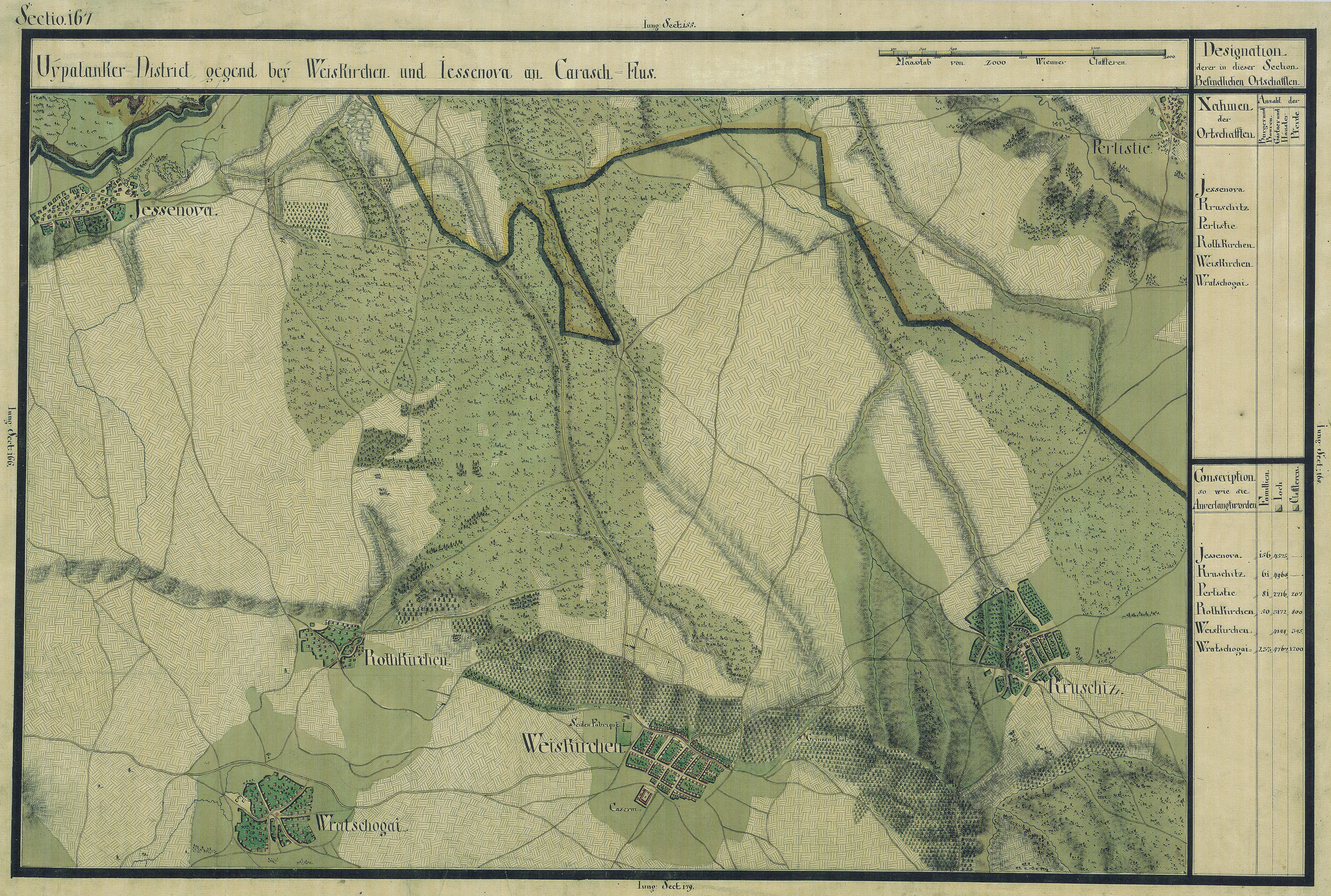
Berlistye egy 1700-as évekből való térképen

Berlistye (Berliște), település Romániában, a Bánságban, Krassó-Szörény megyében.

## Fekvése
Oravicabányától délnyugatra fekvő település.

## Története
Berlistye nevét 1611-ben Berliste néven említették először. 1808-ban Berlisztye, 1913-ban Berlistye néven említették.
1851-ben Fényes Elek írta a településről: „Berlistye, oláh falu, Krassó vármegyében, Oraviczához 2 1/2 mérföldnyire: 6 katholikus, 1036 óhitű lakossal, s anyatemplommal.”
1910-ben 1150 lakosából 1094 román, 35 cigány, 16 magyar volt. Ebből 1124 görögkeleti ortodox, 24 római katolikus volt.
A trianoni békeszerződés előtt Krassó-Szörény vármegye Jámi járásához tartozott.
1920-ban mint határfalu volt említve.